# 浪花兄弟 (NBA)
浪花兄弟（英語：The Splash Brothers）是由現役NBA金州勇士的後衛史提芬·居里及前勇士隊隊員，目前則是為達拉斯獨行俠效力的克雷·湯普森組成。
他們曾是勇士隊的雙後衛，在2015年成為勇士隊自1993年後首個NBA明星賽組合。兩人十分擅長遠距投射（尤其是三分球），命中率極高。
2012-13賽季，柯瑞投進272顆三分球，湯普森投進211顆三分球，二人合計投入483顆三分球，打破了NBA例行賽同隊二人之三分球進球數總和紀錄，兩人也在2015-16賽季將此紀錄刷新至678顆。
同時他們也成為NBA史上第一對能於同季各自投進200顆以上三分球的二人組合，二人於2013-2016年連續四個賽季達成此創舉。他們亦是2014年世界籃球錦標賽的隊友，並為國奪得金牌。
此組合因"Splash the net with the ball，particularly on three-point shots."（破籃得分，特別是三分球）而得名。二人在2015年及2016年的NBA三分球大賽的決賽上演了「兄弟內訌」，結果2015年的三分球大賽冠軍由柯瑞奪得，翌年則由湯普森奪得。
浪花兄弟最終因為湯普森於2024賽季結束後退出金洲勇士而解散。